# 大脳皮質基底核変性症
大脳皮質基底核変性症（だいのうひしつきていかくへんせいしょう、corticobasal degeneration、CBD）とはパーキンソン症候群を示す神経変性疾患の一つである。病理診断の際に用いられる病名であり、臨床診断ではCBS（Corticobasal syndrome 大脳皮質基底核症候群）という。同様に進行性核上性麻痺 (PSP) では臨床診断はPSP-like syndrome (PSPS) といい、病理診断でPSPという。CBDはPSPと嗜銀顆粒性認知症とともに4リピートタウオパチーに分類される神経変性疾患である。

## 疫学
日本における正確な統計は存在しない。人口10万人当たり2人程度でやや女性に多いとされている。発症年齢は40 - 80歳代で平均60歳代である。発症から死亡までの経過は3 - 20年、平均6 - 8年であるがばらつきが多い。

## タウオパチー
進行性核上性麻痺、大脳皮質基底核変性症などがタウオパチーとして知られている。1975年タウは神経系に特異的に発現する微小管結合蛋白質として発見された。微小管はα、βチューブリンのヘテロ二量体からなる主要な細胞骨格のひとつと考えられている。タウは細胞内において微小管の重合促進および安定化、細胞骨格構造の形成、維持に重要な役割を果たし、その機能はリン酸化（大きな電荷によるコンホメーション変化）によって調節されている。タウ遺伝子はヒトでは17番染色体上17q21.2に存在し、16個のエクソンからなる。タウは単一遺伝子から転写されたpre-mRNAが選択的スプライシングされることで6つのアイソフォームが発現する。エクソン2,3,10の選択的スプライシングの結果アミノ酸352 - 441個の6つアイソフォーム、即ち352(0N3R)、381(1N3R)、383(0N3R)、410(2N3R)、412(1N4R)、441(2N4R)ができる。Rはタウのカルボキシル基末端側の微小管結合部のリピート数を示す。微小管結合部はエクソン9 - 12にコードされておりエクソン10を含む4Rタウとエクソン10を含まない3Rタウに分けられる。タウの微小管結合能は4Rの方が大きくN末端の配列は影響しない。NはタウのN末端部位に存在するプロジェクション領域と言われる部分のプロフィールであり微小管の間の間隔を決定している。エクソン2.3の有無によって決定されエクソン2,3ともに認められないと0Nであり、エクソン2がある場合は1N、エクソン2.3ともにあれば2Nと分類される。ヒト胎生期 - 新生児期は352(0N3R)のみ発現するが成人では6つのアイソフォームすべてが発現する。これは微小管ネットワークのダイナミクスを保つ上で3Rタウによる微小管形成が必要であり、安定な微小管ネットワークを保持するには4Rタウによる微小管形成が必要である可能性が示唆されている。神経細胞内線維状封入体を形成するタウのアイソフォームは各疾患によって異なり主に3R型、主に4R型、あるいは3R、4R両者が同じ比率で含まれるタイプに分類される。3R型にはピック病、4R型には進行性核上性麻痺、大脳皮質基底核変性症など、両者にはアルツハイマー病などがある。

## CBD疾患概念の成立
1968年にRebeizは進行性の左右非対称な筋強剛と失行に加え、皮質性感覚障害、他人の手徴候、ミオクローヌス、ジストニアを認める3症例を報告した。病理学的には大脳皮質、黒質、小脳歯状核の変性と胞体が大きく膨らみ、染色性の悪いballoned neuronを認め、corticodentatonigral degeneration with neuronal achromasiaと名付けられた。その後CBDは左右体非対称、大脳皮質症状（失行、皮質性感覚障害、他人の手徴候、ミオクローヌスなど）、錐体外路症状（レボドパ不応性の筋強剛、無動、ジストニア）を臨床的特徴とし、大脳皮質、線条体、黒質の神経細胞の脱落とグリオーシス、大脳皮質におけるballoned neuronと神経細胞、アストロサイト、オリゴデンドログリアにおけるタウ蛋白の蓄積を病理学的特徴とするという疾患概念が定着した。
1992年頃からCBDと臨床診断された症例の病理診断について議論されるようになり1999年にBoeveはCBDと臨床診断した13例で病理診断もCBDとなったのは7名でありCBDを正しく診断するには病理診断を必要とすると報告した。2001年にCordatoらが臨床診断名としてはじめてcorticobasal syndrome(CBS)という名称を使用した。2003年にBoeveらがCBSを臨床診断名、CBDを病理診断名として区別して使用し現在に至っている。

## CBSの臨床診断
複数のCBSの臨床診断基準が提唱されている。代表的なものはトロント基準、メイヨー基準、ケンブリッジ基準の3つが知られている。ケンブリッジ基準は後に改定された。これらに共通する特徴としてはCBSを進行性、非対称性で失行を伴うakinetic rigidity syndromeと考えていること、それぞれの診断項目がどの時期に出現するかについては言及がないこと、診断項目は前向きの自然歴研究に基づくものではなく専門家の経験に基づくものであることといった特徴があげられる。相違点は認知機能障害の重み付けが各基準で異なっている。CBSの診断基準としては改訂ケンブリッジ基準がよく用いられる。
その後、病理学的なCBDの表現型が非常に多彩であることが明らかになりCBS以外の表現系を含むアームストロング基準が作成された。CBS以外の表現系を含む基準という点ではアームストロング基準は画期的であるが妥当性の検証では感度、特異度とも高くなかった。CBDとアルツハイマー病の区別が困難なことが原因の一つであった。

### 臨床診断CBSの背景病理診断
臨床診断CBSにおける背景病理診断は複数の報告がある。CBDは半数未満であり、PSPとアルツハイマー型認知症が20%程度であった。LingらはCBSからCBDを除外する所見としては2年以上にわたってL-DOPAが有効であること、罹患年数が10年異常であること、発症2年以内に核上性眼筋麻痺が出現することを挙げている。PSPを背景病理とするCBS (CBS-PSP) は全体の2割程度存在する。Tsuboiらの報告ではCBS-PSP5例の臨床像の検討からは全例で症状の非対称性を認め、4例で失行、他人の手徴候を呈し、3例で記銘力障害、2例で失語、皮質性感覚障害を認めた。リチャードソン症候群に特徴的な易転倒性はなく、NINDS-SPSPのPSP診断基準はみたさずPSPと臨床診断を行うのは困難であった。アルツハイマー型認知症を背景病理とするCBS (CBS-AD) も2割程度存在する。ShelleyらはCBS-ADとCBS-CBDの各6名を比較してCBS-AD全例で非対称性の錐体外路徴候を認め、病初期のエピソード記憶の障害はCBS-ADを示唆する病初期の非流暢性言語障害、口部失行症、道具の使用行為（視覚的または触覚的に提示された道具を無意識に使用してしまうという症状）はCBS-CBDを示唆すると報告している。Dayらの検討によると病初期に非対称性運動・感覚徴候、病歴腱反射亢進、パーキンソン症候群やジストニアの3つが認められるときはCBDが示唆される。進行期に転倒、尿失禁、外眼筋障害の3つが認められるときはCBDが示唆される。

## CBDの病理診断
2002年にCBDの病理診断基準が次のように提案された。神経細胞の脱落とグリオーシスは大脳皮質、黒質、淡蒼球に認められる。神経細胞の風船状腫脹（ballooned neuron）やアクロマジア（風船状腫脹した細胞がニッスル小体を失った状態）は大脳皮質で認められる。大脳皮質におけるballooned neuronは出現していることに意味があり、その数は問わない。ガリアスプラーク染色陽性または4リピートタウ陽性の神経細胞内封入体（プレタングルや神経原線維変化）が大脳皮質や大脳基底核、マイネルト基底核、視床、視床下核、黒質、青斑核に認められる。ニューロピルスレッドやオリゴデンドログリア細胞のコイル小体が白質や灰白質に認められる。アストロサイト斑（astricytic plaque）はCBDに特異的な所見であり大脳皮質や大脳基底核に認められる。この診断基準によってCBDの病理診断は可能となった。CBDは神経細胞とグリア細胞の双方におよぶタウオパチーであり大脳皮質におけるグリア病変 (astrocytic plaque) は診断的価値を有する構造物と明記したことが特徴である。病理診断とは別にCBDには多数の病理学的な特徴も知られている。
大脳皮質の限局性萎縮
CBDの大脳皮質の萎縮のパターンは大きく3つが知られている。CBDの典型例、すなわち臨床的にパーキンソン症候群を示し、失行や他人の手徴候を示す例では中心溝周囲を主体とする前頭頭頂葉領域に萎縮が認められ、しばしば左右差を呈する。神経細胞脱落は中心前回に認められるがむしろその前方のpremotor cortexやその後方である中心後回に強い。認知症を主症状とする例では前頭葉前方部に、失語症を呈する例はではシルビウス溝周囲に萎縮中心を認める。
皮質下神経核の変性
脳の割面では淡蒼球の萎縮と黒質の色素脱失が特徴的である。組織学的に線条体、視床下核、視床、中脳水道周囲灰白質、青斑核、小脳歯状核にも種々の程度の神経細胞脱落とグリオーシスが認められる。
Ballooned neuronの出現
Rebizらneuronal achromasiaと呼称した変化はニッスル顆粒の融解と胞体の腫大を示す神経細胞であり現在ではballooned neuronと呼ばれている。CBDでは萎縮を呈する大脳皮質の第3層および第5層、第6層にballooned neuronが認められる。大脳上面にballooned neuronが認められることが重要である。アルツハイマー型認知症でも辺縁系に少数のballooned neuronが認められることは稀ではなく、ballooned neuronが辺縁系に目立つ場合はむしろ嗜銀顆粒性認知症の合併が疑われる。
広範なタウ蛋白の蓄積
大脳皮質、大脳基底核、小脳、黒質をはじめとする脳幹、脊髄の広範の神経細胞のみならずグリア細胞にもタウ蛋白の蓄積が認められる。とくにastrocytic plaqueはCBDに特異的な変化である。

### CBDとPSPの鑑別
病理診断においてCBDとの鑑別が問題となる最大の疾患はPSPである。ともに4リピートタウ蛋白が蓄積する疾患であるが、サルコシル不溶性の脳抽出物のイムノブロットでは低分子量のタウ蛋白分画に違いが認められている、PSPでは33kDaのバンド主体であるがCBDでは37kDaに2本のバンドが認められ両者は生化学的に異なっている。
神経細胞脱落の分布
CBDとPSPの皮質下病変は症例間による差がすくなく鑑別診断において重要である。PSP-RSでは淡蒼球、視床下核、黒質の神経細胞脱落は必発であり、これに小脳歯状核の神経細胞脱落と脳幹被蓋の萎縮が加わる、一方、CBDでは淡蒼球と黒質の病変が高度であり線条体は中等度、視床下核と小脳歯状核の変化は軽度である。大脳皮質病変はCBD、PSPともいくつかのタイプが知られている。
グリア病変
PSPではtufted astrocyteが中心前回を主体に前頭葉、頭頂葉に分布する他、大脳基底核や脳幹にも認められる。CBDではastrocytic plaqueが前頭葉上面の傍正中領域（ブロードマン第6、8、9野）や尾状核に多く認められる。astrocytic plaqueはCBDに特異的であり、極少数の例外をのぞいてastrocytic plaqueとtufted astrocyteが1例の中で共存することはない。つまりPSPとCBDを最も明確に分けるのはグリア病変である。

### 脊髄病理
少数例であるが大脳皮質基底核変性症の脊髄病理の報告がある。Iwasakiらの報告の報告では白質、灰白質にニューロピルスレッドが認められた。Tsuchiyaらは中心前回の神経細胞脱落と錐体路変性を報告しているが脊髄病理に関しては記載していない。

### 病理診断CBDの臨床診断
病理診断でCBDと診断された例の生前の臨床像は多彩である。Lingらは病理診断されたCBD19名の臨床像を検討し、CBS-CBDは5例 (26.3%) しかいないと報告した。この5例全てにあてはまる臨床症状としては左右非対称、四肢の失行、ミオクローヌス、clumsy useless limbの4つ、4例に当てはまる症状は皮質性感覚障害、四肢の局所性ジストニアの2つでありCBDの中核症状と考えた。一方19例中8例に核上性眼筋麻痺、7例に発症2年以内の易転倒性がみられ8例 (42%) がPSP様の臨床像を呈した。

## CBSの画像所見
頭部MRI
CBSでは臨床症状が優位である側の反対側に著しい前頭頭頂葉皮質にい萎縮が認められることが特徴とされている。SAS(surface anatomy scan)やMPRAGEによるVSRADなどでわかりやすい。
SPECT
脳血流シンチグラフィーでは臨床症状の優位側の反対側に著しい前頭頭頂葉皮質の血流低下が認められる。ドパミントランスポーターではDATの左右差が大きく、症状優位側の反対側でより大きく低下しており、尾状核と被殻が同様に低下する。MIBGシンチグラフィーではH/M比の低下は認められないことが多い。
PET
FDG-PETでは臨床症状の優位側の反対側に著しい前頭頭頂葉皮質の糖代謝低下が認められる。

## 治療
根本的治療法は存在しない。

## トピックス

### 特発性正常圧水頭症の合併
進行性核上性麻痺や大脳皮質基底核症候群の患者が特発性正常圧水頭症に特徴的なDESH所見を呈することがある。このような例ではシャント術で歩行障害が一時的に改善することもある。

### 他の神経変性疾患との合併
神経病理学的には合併とはそれぞれの神経病理診断を満たすことをいう。パーキンソン病、アルツハイマー病、進行性核上性麻痺にはそれぞれ病理診断基準が知られている。進行性核上性麻痺と大脳皮質基底核変性症はアルツハイマー病やレビー小体病を合併することは稀であり同じ4リピートタウが蓄積する嗜銀顆粒性認知症の合併頻度は高いと言われている。富山大学の吉田、西田らの検討でも進行性核上性麻痺では嗜銀顆粒性認知症の合併が多い。病理学的にレビー小体を認める進行性核上性麻痺は少数だが報告されている。